# کارت شناسایی استونیایی
کارت هویت استونیایی (استونیایی: ID-kaart) یک کارت هوشمند صادر شده در استونی توسط پلیس و گارد مرزی مدیره است که به رسمیت شناخته شده و برای سفر با همه کشورهای عضو اتحادیه اروپا و انجمن تجارت آزاد اروپا و برخی دیگر از کشورهای اروپایی به عنوان یک مدرک معتبر شناخته می‌شود. همه شهروندان استونیایی و دارندگان اقامت دائم این کشور از نظر قانونی موظف به داشتن یک کارت هویت استونیایی از سن ۱۵ سالگی به بعد می‌باشند.

## اطلاعات موجود در این کارت
این کارت دارای اطلاعات در مورد کاربر می‌باشد و از همه مهمتر: نام و نام خانوادگی و جنسیت و شماره شناسایی ملی و کلیدهای رمزنگاری و کلید عمومی و گواهی در این کارت موجود می‌باشد.

## انواع کارت‌های هویت استونیایی
| استونیایی شهروند                                       |
| اتحادیه اروپا/منطقه اقتصادی اروپا شهروند               |
| اتحادیه اروپا/منطقه اقتصادی اروپا خانواده اجازه دارنده |
| اجازه اقامت طولانی مدت دارنده                          |
| اجازه اقامت موقت دارنده                                |

## رمزنگاری با استفاده از
این کارت دارای یک تراشه فروشگاه می‌باشد که اجازه می‌دهد تا کاربران را به cryptographically امضای دیجیتال اسناد بر اساس اصول کلید عمومی رمزنگاری با استفاده از DigiDoc. در حالی که ممکن است

## استفاده به عنوان یک سند مسافرت
پس از پیوستن استونی به اتحادیه اروپا (اتحادیه اروپا) در سال ۲۰۰۴ شهروندی که دارای یک کارت هویت استونیایی شده‌اند قادر به استفاده از آن برای سفر بین‌المللی به جای پاسپورت برای سفر به کشورهای عضو اتحادیه اروپا و همچنین به آلبانی، آندورا، بوسنی و هرزگوین، ایسلند، مقدونیه موناکو مونته نگرو نروژ سان مارینو صربستان سوئیس و شهر واتیکان استفاده بکنند است.